# Wikstroemia scytophylla
Wikstroemia scytophylla är en tibastväxtart som beskrevs av Friedrich Ludwig Diels. Wikstroemia scytophylla ingår i släktet Wikstroemia och familjen tibastväxter. Inga underarter finns listade i Catalogue of Life.